# Nexus 5
A Nexus 5 a Google és a dél-koreai LG közös fejlesztésű okostelefonja, a Nexus 4 utódja. A Nexus 5-ön a szintén a Google által fejlesztett Android operációs rendszer fut. A Nexus 5 az ötödik okostelefon a Google Nexus sorozatban, amit 2013. október 31-én mutatták be, fekete és fehér színekben.
A Nexus 5 hardvere hasonló az LG G2 hardveréhez, amely úgyszintén egy Snapdragon 800-as processzort és egy hasonló méretű kijelzőt tartalmaz. A Nexus 5 volt az első készülék, amely az Android 4.4-es KitKat verzióját használta.

## Bemutatása
A Nexus 5 először a Google Play internetes áruházban vált elérhetővé 2013. október 31-én.
2013 decemberében egy javított változat is elérhetővé vált, amely többek között a mikrofon és a hangszórók minőségét emelte. Ugyanakkor a kijelző tartósságán is javítottak, így növelve a karcállóságát. Míg az eredeti verzió a 310K-t, addig a javított verzió a 311K gyártási számot viselte. (Az első számjegy az évszámot jelöli - pl. "3" a 2013 esetében - és a maradék két szám a hónapot - pl. "11" a  november esetében.)

## Specifikációk

### Hardver

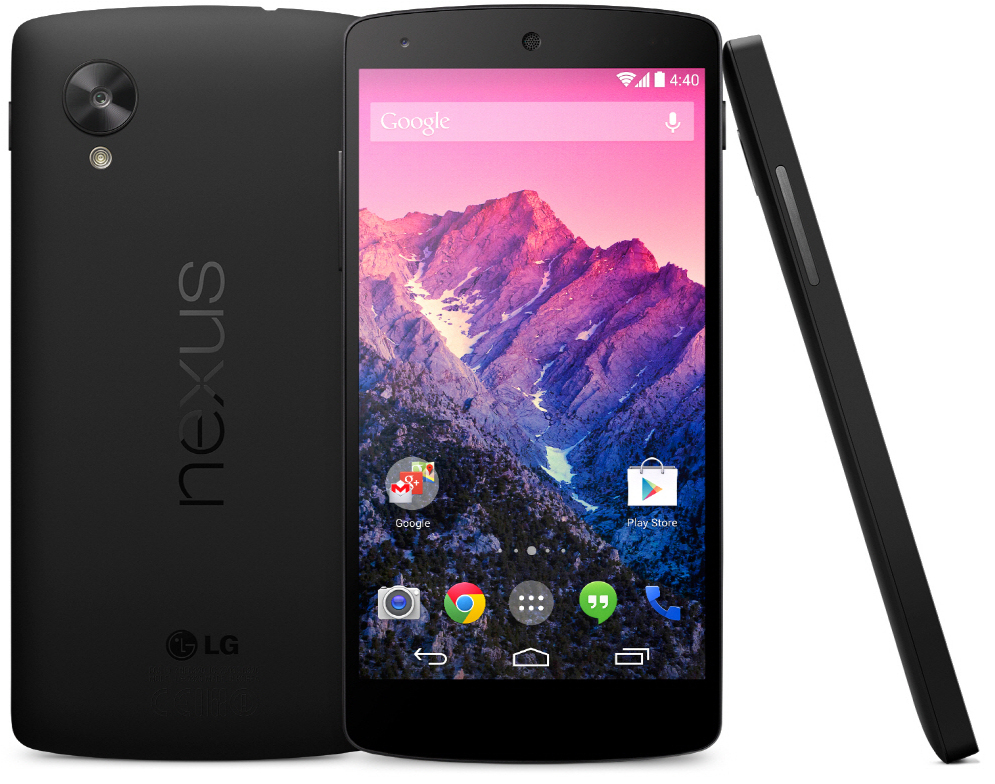
Egy fekete Nexus 5.

A Nexus 5 külseje egy polikarbonát burkolattal van bevonva, nem úgy, mint elődje, amely egy üvegalapú külsőt tartalmazott. A készülék három színben érhető el, feketében, fehérben és pirosban.
Hardvere hasonlóságokat mutat az LG G2-vel; processzora egy négymagos, 2,26 GHz-en üzemelő Snapdragon 800-as, a RAM mérete 2 GB, belső memóriájának mérete kiviteltől függően 16, illetve 32 GB, az energiaellátást pedig egy 2300 mAh kapacitású akkumulátor biztosítja. A kijelző 4,95 hüvelykes képátlóval és 1080x1920 pixeles felbontással rendelkezik, a pixelsűrűség így 445 PPI (képpont/hüvelyk). A hátlapon található elsődleges kamera felbontása 8 megapixel, és optikai képstabilizátorral is el van látva, az előlapi kamera 1,3 megapixeles. A Nexus 5 képes a nagysebességű LTE(4G) hálózatokra kapcsolódni.
A készülékből két változatot gyártottak; az egyiket az észak-amerikai (LG-D820), míg a másikat a világ többi hálózatára (LG-D821). A különbség a két változat között a támogatott frekvenciasávok között található meg.
Elődeihez hasonlóan a Nexus 5 tárhelye nem bővíthető microSD memóriakártyával, miközben továbbra is megtalálható rajta egy többszínű állapotjelző LED. Az a vélekedés, miszerint a Nexus 5 két hangszórót tartalmaz a készülék alsó felén, nem igaz, ugyanis mindössze egy hangszóró található; a másik rácsszerkezet a készülék alján a mikrofont rejti.
A hardveres funkciók terén még figyelemre méltó két új szenzor: egy lépésérzékelő és egy lépésszámláló. Ezek a szenzorok lehetővé teszik az alkalmazásoknak, hogy kövessék a felhasználó mozgását, mikor az jár, fut vagy lépcsőt mászik. Mindkét szenzor alacsony energiafelhasználásra van optimalizálva.

### Szoftver
A Nexus 5 az első készülék, amely az Android 4.4-es "KitKat" változatát futtatja, amely többek között frissített kezelőfelülettel, javított teljesítménnyel, az NFC támogatás kibővítésével, egy új "HDR+" képkészítési móddal, nyomtatási funkciókkal és egyéb továbbfejlesztett funkciókkal rendelkezik elődjéhez képest.
A készülék a Google Now Launcher (Google Asszisztens Indító) típusú kezdőképernyőt tartalmazza, amely elérhetővé teszi a felhasználók számára, hogy hangutasításokkal keressenek a készüléken és az interneten található információk között. Mivel a Google Now Launcher nem alkotóeleme az Android operációs rendszernek, ezért a Google Kereső alkalmazás részeként van jelen. Ez a funkció 2014. február 26-án elérhetővé vált a Play Áruházon keresztül a többi Nexus és Google Play kiadású készülék számára is, ugyanis addig a szolgáltatás kizárólag a Nexus 5 készülékeken volt elérhető.
A Google Hangouts - amely most már SMS küldést is támogat - lett az alapértelmezett üzenetküldő alkalmazás.
2013 decemberében elérhetővé vált a 4.4.1-es frissítés, amely biztonsági fejlesztések mellett több, a fényképező alkalmazással kapcsolatos problémát oldott meg. Pár nappal később elérhetővé vált a 4.4.2-es frissítés is, amely további hibajavításokat tartalmazott.
A hivatalos Android kiadások mellett harmadik féltől származó verziók is telepíthetőek, mint a CyanogenMod és az OmniRom.

## Fogadtatása
A CNET amerikai technológiai honlap 5-ből 4 csillagot adott a Nexus 5-ne,k és 2013 decemberében megszavazták az első helyet a CNET 100 ranglistájukon. Elsősorban nagy teljesítménye, jó funkciói és megengedhető ára miatt dicsérték. Hátrányaiként a képernyő homályosságát és a kamera - a 4.4.1-es frissítésben már kijavított - hibáit nevezték meg.
Marques Brownlee egy 15 perces videóban véleményezte a készüléket. Mindössze a hangszórókkal és az akkumulátor teljesítményével nem volt megelégedve.

## Ismert hibái
- A kameraszoftver néha a szükségesnél nagyobb terhelésnek teszi ki az akkumulátort, mely így gyorsabban merül. Ez a hiba valószínűleg az Android L frissítésben javítva lesz.

## Fordítás
- Ez a szócikk részben vagy egészben  a   Nexus 5 című angol Wikipédia-szócikk ezen változatának fordításán alapul.  Az eredeti cikk szerkesztőit annak laptörténete sorolja fel. Ez a jelzés csupán a megfogalmazás eredetét és a szerzői jogokat jelzi, nem szolgál a cikkben szereplő információk forrásmegjelöléseként.